# Pseudosuberites kunisakiensis
Pseudosuberites kunisakiensis är en svampdjursart som beskrevs av Kazuo Hoshino 1981. Pseudosuberites kunisakiensis ingår i släktet Pseudosuberites och familjen Suberitidae.
Artens utbredningsområde är havet kring Japan. Inga underarter finns listade i Catalogue of Life.